# Królestwo Wirtembergii
Królestwo Wirtembergii (niem. Königreich Württemberg) – państwo istniejące w latach 1806–1918 (od 1871 w składzie Cesarstwa Niemieckiego) na południowym zachodzie dzisiejszych Niemiec. Powstało 1 stycznia jako suwerenne królestwo staraniem Napoleona Bonaparte z Księstwa Wirtembergii. Początkowy obszar, określany jako Stara Wirtembergia został na krótko przedtem mocno rozszerzony na wschód i południe w wyniku mediatyzacji i pokoju w Preszburgu. W efekcie obszar Wirtembergii prawie się podwoił.
Wirtembergia była od 1806 do 1813 r. członkiem Związku Reńskiego i od 1815 do 1866 r. członkiem Związku Niemieckiego. W 1870 stało się częścią Związku Północnoniemieckiego. Po wojnie francusko-pruskiej 1870–1871 Królestwo Wirtembergii zostało włączone do Cesarstwa Niemieckiego pod przewodnictwem pruskim.
Na bazie konstytucji z 1819 r. rozwinęła się w biegu lat wczesna monarchia konstytucyjna, mająca w porównaniu do wielu innych niemieckich państw, wyraźnie wykształcone tendencje liberalne i demokratyczne. Tendencje te utrzymały się i wzmocniły po stłumieniu przebiegającej w dużej mierze pokojowo w Wirtembergii rewolucji marcowej.
Wskutek niemieckiej przegranej w I wojnie światowej i rewolucji listopadowej 1918 r., król Wilhelm II Wirtemberski ustąpił z tronu jako jeden z ostatnich niemieckich monarchów. Wirtembergia przekształciła się w demokrację parlamentarną i jako Ludowe Państwo Wirtembergii pozostała częścią Republiki Weimarskiej.
W roku 1952 terytorium dawnego Królestwa Wirtembergii weszło w skład kraju związkowego Badenia-Wirtembergia.

## Geografia
Królestwo Wirtembergii w swoich granicach po 1813 roku leżało pomiędzy 47°34′ a 49°35′ szerokości północnej i pomiędzy 8°15′ und 10°30′ długości wschodniej. Największa odległość z północy na południe wynosiła 225 kilometrów, największa odległość ze wschodu na zachód – 160 km. Granice miały całkowitą długość 1800 km. Powierzchnia wynosiła 19 508 km². Na wschodzie Wirtembergia graniczyła z Królestwem Bawarii, na północy i zachodzie z Wielkim Księstwem Badenii, a na południu do 1850 r. z księstwami Hohenzollern-Sigmaringen i Hohenzollern-Hechingen, które należały później do Prus jako kraj Hohenzollern. Południowa granica opierała się również o Jezioro Bodeńskie. W przebiegu granicy z Badenią i Hohenzollern występowały różne eksklawy, enklawy i inne terytorialne osobliwości. Poprzez eksklawę Bad Wimpfen Wirtembergia posiadała wspólną granicę również z Wielkim Księstwem Hesji.
Na politycznej mapie od wejścia w życie reformy administracyjnej Badenii-Wirtembergii 1 stycznia 1973 roku, nie można już odnaleźć dawnych granic Wirtembergii z Badenią i Hohenzollern. Do tej reformy granice były obecne w rejencjach północnej Wirtembergii i Południowej Wirtembergii-Hohenzollern. Także struktura powiatów pokrywała się z tymi granicami. Starym granicom Wirtembergii odpowiadają granice Ewangelickiego Kościoła Krajowego w Wirtembergii (niedokładnie, bo z włączeniem prowincji Hohenzollern oraz katolickiej diecezji rottenbursko-stuttgarckiej).
Wzgórza i góry otaczają na północy uformowane w triasie równiny z bogatymi w uprawy winorośli i owoców dolinami, a na południu jurajski płaskowyż. Klimat jest środkowoeuropejski zarówno w Górnej Szwabii, w dolinie środkowego Neckaru i na północy, ale wyraźnie ostrzejszy w wyżej położonych okolicach Jury Szwabskiej, Allgäu i Schwarzwaldu. Średnie roczne temperatury wahają się w różnych rejonach od 6 do 10 °C. Rozległe lasy zapewniają obfite opady deszczu. Najważniejszymi rzekami są Neckar (ze swymi dopływami Fils, Rems, Enz, Kocher i Jagst), Tauber oraz Dunaj z dopływem Iller, tworzącym na długości 56 km granicę z Bawarią. Obszar obejmuje europejski dział wód. 70 procent powierzchni należy do zlewni Renu, 30 procent do Dunaju. Znaczące źródła mineralne znajdują się w Wildbad i Cannstatt. Większe jeziora to Jezioro Bodeńskie i Federsee w Górnej Szwabii. Najwyższy punkt z wysokością 1151 m to Kamień Trzech Książąt (Dreifürstenstein) na Hornisgrinde w Schwarzwaldzie. Najwyższy szczyt górski to liczący 1118 m. Schwarzer Grat nieopodal Isny im Allgäu. Najniższy punkt (125 m) znajduje się w okolicy wsi Böttingen, w miejscu gdzie Neckar przepływa z Wirtembergii do Badenii. Średnia wysokość Wirtembergii wynosi około 500 m n.p.m.

## Historia

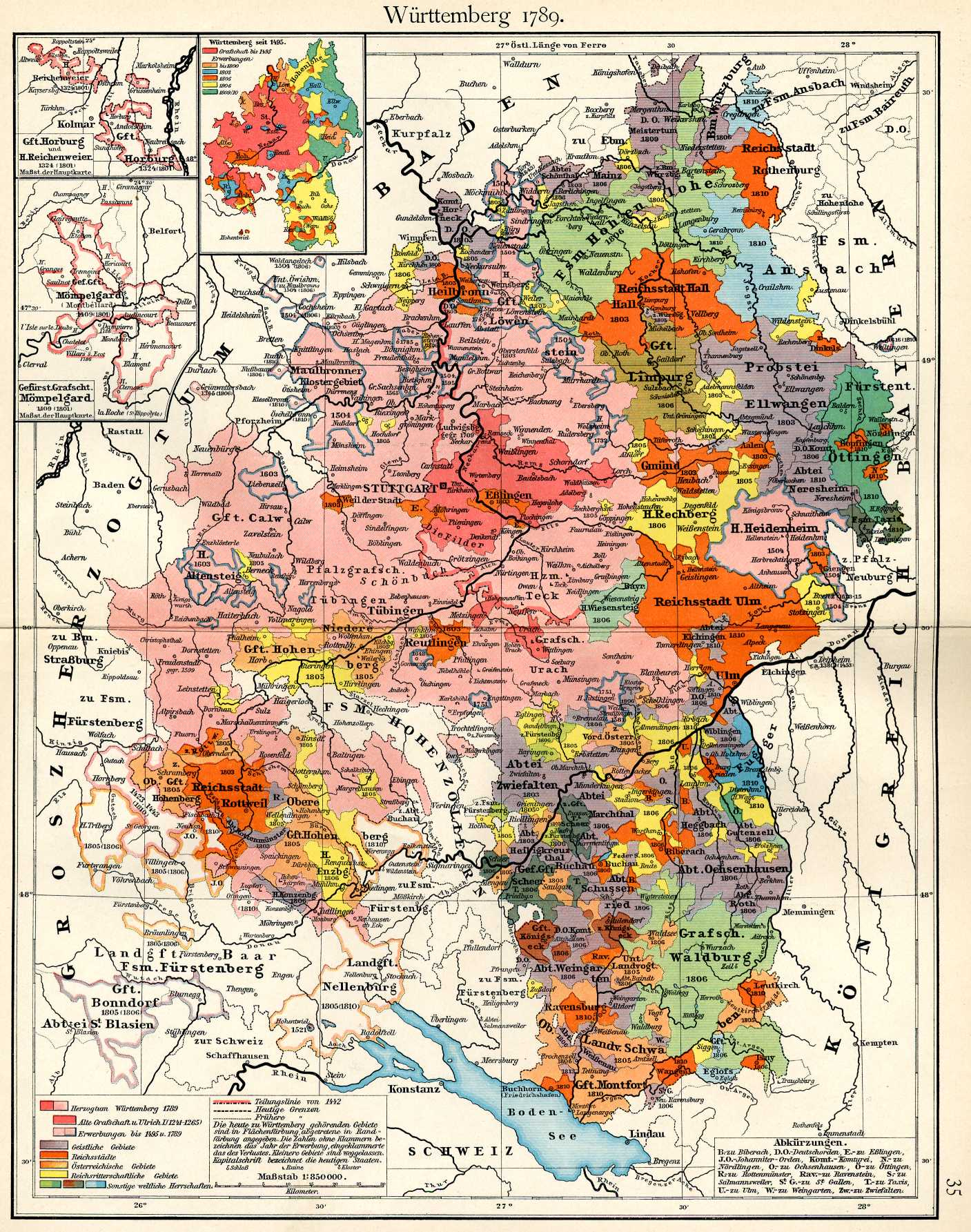
Wirtembergia w 1789 r.

### Powstanie królestwa
Księstwo Wirtembergii powstało w XVIII wieku z wcześniejszego hrabstwa, zajmującego tereny w środkowym biegu Neckaru, wokół Stuttgartu oraz posiadłości w północnym Schwarzwaldzie i na Jurze Szwabskiej. Najważniejszymi eksklawami księstwa były Heidenheim i położone na lewym brzegu Renu hrabstwo Mömpelgard. Poza nimi oraz hrabstwem Horburg oraz miejscowością Reichenweier istniały inne mniejsze eksklawy na lewym brzegu Renu. Po wybuchu w 1789 r. rewolucji francuskiej, związanej z ograniczeniem przywilejów szlachty i kleru, europejskie monarchie sformowały koalicję mającą na celu zdławienie ruchu republikańskiego we Francji. Do uzgodnionej pomiędzy cesarzem Leopoldem II a królem pruskim Fryderykiem Wilhelmem II w deklaracji z Pillnitz koalicji przyłączyły się wkrótce dalsze monarchie. 20 kwietnia 1792 r. doszło do wybuchu pierwszej wojny koalicyjnej, wygranej przez rewolucyjną Francję. W pokoju w Campo Formio cesarz Franciszek II uznał Ren za wschodnią granicę Francji. Tym samym hrabstwo Mömpelgard i inne lewobrzeżne posiadłości Wirtembergii znalazły się we Francji. Z tego powodu księstwo przystąpiło w roku 1799 jako partner Austrii do drugiej koalicji antyfrancuskiej. Wiosną 1800 r. Francuzi zajęli Wirtembergię. Ponieważ Austria nie zamierzała bronić jego kraju, książę Wirtembergii Fryderyk musiał wycofać się ze swoim wojskiem do Austrii. Nielojalność partnera koalicyjnego wstrząsnęły wiarą księcia w sojusz z Austrią. W pokoju w Lunéville 9 lutego 1801 r. doszedł do porozumienia z Francją. Jego celem było powiększenie terytorium na prawym brzegu Renu. Traktat Paryski z 20 maja 1802 r. zapewnił stan posiadania księstwa i stworzył perspektywę dla rekompensaty za lewobrzeżne terytoria. Wirtembergia brała udział z prawem głosu w nadzwyczajnej deputacji Rzeszy, która przygotowywała mediatyzację, zapewniającą niemieckim książętom odszkodowania za utracone po lewej stronie Renu ziemie. Książę Fryderyk został Elektorem Rzeszy. Liczne małe państewka zostały zmediatyzowane i włączone do elektoratu Wirtembergii pod nazwą Nowej Wirtembergii. Należały tu wolne miasta Rzeszy: Aalen, Giengen an der Brenz, Heilbronn, Rottweil, Esslingen am Neckar, Reutlingen, Schwäbisch Gmünd, Schwäbisch Hall i Weil der Stadt oraz następujące zsekularyzowane posiadłości kościelne: księstwo kościelne Ellwangen, klasztor Zwiefalten, klasztor Comburg, klasztor Heiligkreuztal pod Altheim, klasztor Schöntal, klasztor Margrethausen, kolegiata Oberstenfeld i klasztorna część wsi Dürrenmettstetten. Te włości miały w sumie powierzchnię około 1609 km² ze 110 000 mieszkańców i przynosiły 700 000 guldenów podatku. Dla porównania utracone ziemie po lewej stronie Renu miały 388 km², 14 000 mieszkańców i 250 000 guldenów dochodów państwa. Tworzenie administracji Nowej Wirtembergii powierzono ministrowi von Normann-Ehrenfels.

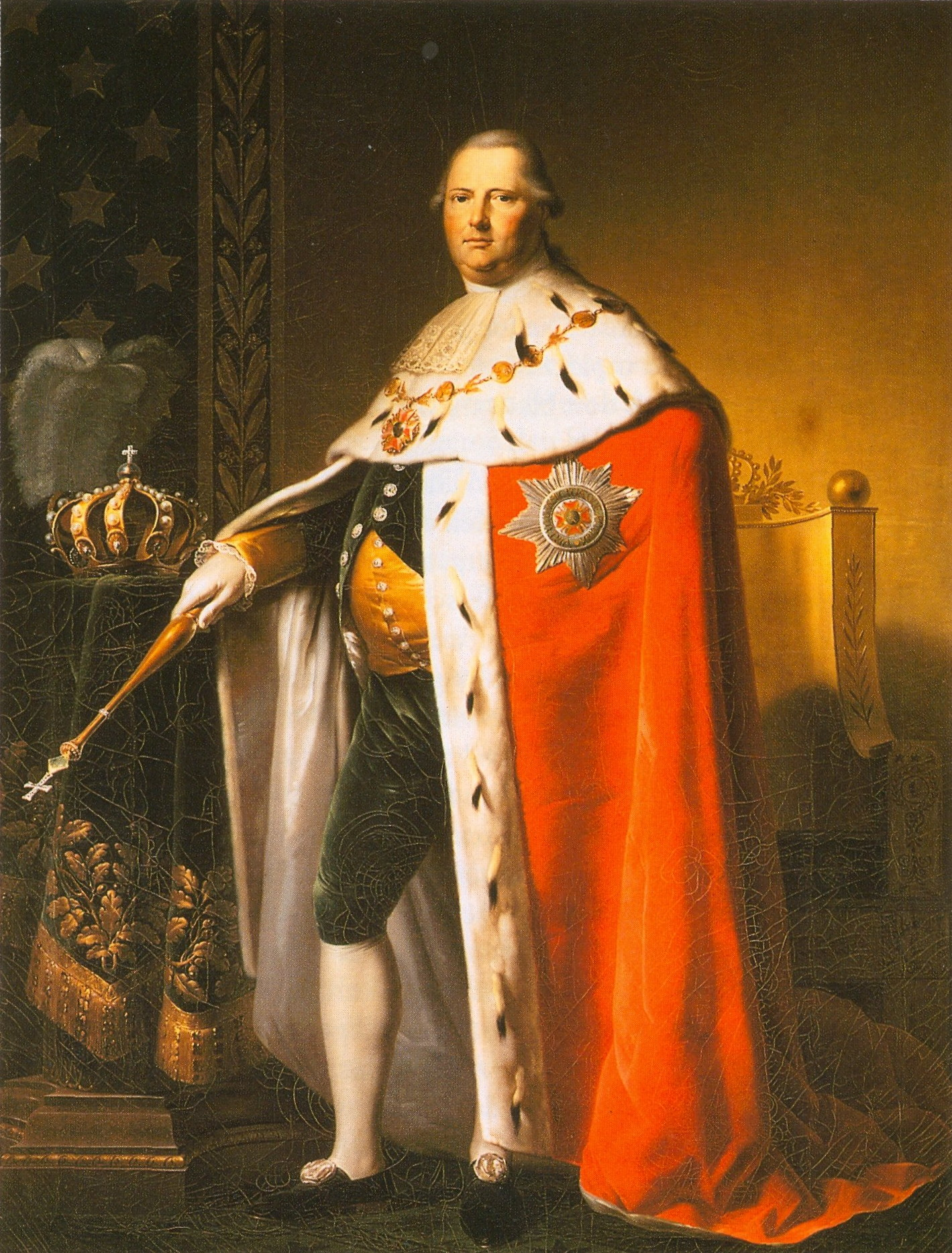
Król Fryderyk I Wirtemberski, obraz Johanna Baptisty Seele, 1806 r.

3 października 1805 r. zawarł Fryderyk w Ludwigsburgu kolejne przymierze z Napoleonem. Wojska wirtemberskie dołączyły następnie do francuskich w trzeciej wojnie koalicyjnej. Pokój w Preszburgu podzielił Austrię Przednią pomiędzy Wirtembergię, Bawarię i Badenię. To oznaczało przyjęcie dalszych 125 000 mieszkańców do elektoratu Wirtembergii. W szczególności włączono następujące terytoria: hrabstwo Hohenberbg, Landvogtei Szwabii, posiadłość Ehingen, tak zwane miasta dunajskie: Mengen, Munderkingen, Riedlingen, Saulgau i Waldsee, a w Unterlandzie ziemie zakonu krzyżackiego (Amt Hornegg z Neckarsulm i Gundelsheim), ziemie joannitów i niewielkie terytorium rycerstwa Rzeszy. Z datą 1 stycznia 1806 r. Wirtembergia stała się suwerennym królestwem. Pierwszym królem pod imieniem Fryderyka I został dotychczasowy książę i elektor Fryderyk II. Z podpisaniem aktu konstytuującego Związek Reński. 12 lipca 1806 r. wystąpiła Wirtembergia ze Świętego Cesarstwa Rzymskiego Domu Niemieckiego. Po wstąpieniu do Związku Reńskiego zyskało Królestwo Wirtembergii 270 000 dalszych mieszkańców z terytoriów księstw i hrabstw Hohenlohe, Königsegg-Aulendorf, Thurn und Taxis, Waldburg i wielu innych posiadłości w Górnej Szwabii.

### Rozwój w pierwszych latach królestwa
Król Fryderyk I wraz z wojskiem wziął udział w roku 1809 w zdławieniu powstania ludowego Tyrolczyków i mieszkańców Vorarlbergu przeciw Napoleonowi. Po pokoju w Schönbrunnie królestwo Wirtembergii powiększyło się tereny Zakonu Krzyżackiego pod Mergentheim, przy czym bunt miejscowej ludności został krwawo stłumiony. Wreszcie liczba ludności wzrosła o kolejne 110 000 po traktacie paryskim z 28 lutego 1810 r. i związanymi z nim umowami granicznymi z Bawarią i Badenią. Do Wirtembergii wcielono Crailsheim i Creglingen oraz wcześniejsze miasta Rzeszy: Bopfingen, Buchhorn, Leutkirch, Ravensburg, Ulm und Wangen i tereny dawnego hrabstwa Montfort. Królestwo Bawarii otrzymało stare wirtemberskie ziemie Weiltingen a Wielkie Księstwo Badenii powiat Hornberg i gminę St. Georgen im Schwarzwald. W roku 1813 królestwo Wirtembergii dokupiło jeszcze należącą do Hohenzollernów posiadłość Hirschlatt. W sumie Wirtembergia powiększyła się z pierwotnych 9500 km² zamieszkanych przez 650 000 ludzi do 19 508 km² z 1 380 000 mieszkańców.
W latach 1812/13 król Fryderyk I brał udział w inwazji Napoleona na Rosję. Z 15 800 wirtemberskich żołnierzy, z wyprawy tej powróciło tylko kilkuset. Pomimo tej porażki, królestwo pozostawało jako członek Związku Reńskiego po stronie francuskiej, aż do kolejnej wyniszczającej klęski Napoleona w bitwie pod Lipskiem w październiku 1813 r. Dopiero po niej Wirtembergia przeszła na stronę prowadzonej przez Austrię, Prusy i Rosję szóstej koalicji. 2 listopada 1813 r. król Fryderyk zmienił sojusze po tym, jak Austria traktatem z Fuldy zagwarantowała mu utrzymanie stanu posiadania i zachowanie suwerenności.
Terytorialne zdobycze Wirtembergii nie zostały zrewidowane w nowym porządku terytorialnym Niemiec po Kongresie wiedeńskim, a przez to zostały niebezpośrednio według prawa międzynarodowego potwierdzone. Poprzez udział w wojnach napoleońskich i ich następstwa Królestwo przeżyło w swoich początkowych latach klęskę gospodarczą, która prowadziła do zwiększenia długu publicznego i do zubożenia szerokich warstw społecznych. To bardzo ciężkie położenie gospodarcze zostało jeszcze pogorszone poprzez nadzwyczaj zimny i naznaczony katastrofami naturalnymi rok 1816. Emigracja do Europy wschodniej i Ameryki Północnej wzrosła gwałtownie.
W pierwszych latach królestwa, król Fryderyk zapewnił sobie dzięki uwikłaniu Wirtembergii w wojnę i lojalności wobec Francji, daleko idącą wolność działania w polityce wewnętrznej. Jej celem było konsekwentna modernizacja zarządzania oraz połączenie różnych terytoriów w jednolitym, scentralizowanym państwie. Było to tym trudniejsze, że obszary przyłączone do czysto ewangelickiej Wirtembergii wprowadziły znaczną mniejszość katolicką. Środkiem do modernizacji było zniesienie przywilejów patrycjatu Starej Wirtembergii i szlachty przyłączonych obszarów. Opór wobec tej polityki był rygorystycznie zwalczany. Na wzór francuski zostały stworzone ministerstwo policji, tajna policja i urząd cenzury. Ważnymi reformami pierwszych lat były oddzielenie sądów od administracji, nowy podział administracyjny, zniesienie ceł wewnętrznych oraz równouprawnienie katolicyzmu i kalwinizmu z dotychczasowym wyznaniem państwowym- luteranizmem.
Podczas obrad kongresu wiedeńskiego powstał cel, by dla organizującym się na nowo Niemcom nadać federalistyczną konstytucją. Pierwszy projekt konceptu dla związku państw przedstawił Metternich 23 maja 1815 r. zgromadzeniu państw niemieckich. Wirtembergia i Bawaria sprzeciwiały się związkowi państw. Król Fryderyk chcący zaproponować własną wersję konstytucji związku, przedstawił 15 marca 1815 r. zwołanemu landtagowi ustawę zasadniczą. Wirtembergia podpisała 1 września 1815 r. Niemiecki Akt Związkowy i wstąpiła do założonego 8 czerwca 1815 r. Związku Niemieckiego. Projekt ustawy zasadniczej spotkał się z silnym oporem obu izb parlamentu, które chciały utrzymać w mocy konstytucję bazującą na traktacie z Tybingi z 1514 r. Parlamentowi udało się w kampanii za starym prawem przeciągnąć na swoją stronę ludność. Jednym z przywódców tego ruchu był poeta i polityk Ludwig Uhland, który ułożył wiersz Das alte, gute Recht. Skutkiem tej kampanii zaproponowana przez króla Fryderyka ustawa zasadnicza nie została przyjęta. Opracowana na nowo konstytucja weszła w życie dopiero za jego następcy Wilhelma I 29 września 1819 r.

### Konsolidacja polityczna po objęciu rządów przez króla Wilhelma I

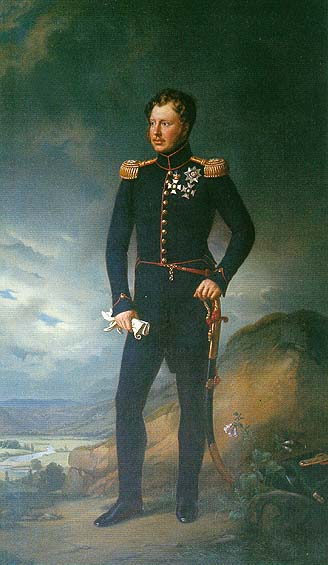
Król Wilhelm I Wirtemberski, obraz Josepha Karla Stielera, 1822 r.

Pomiędzy królem Fryderykiem a jego synem Wilhelmem Fryderykiem Karolem, późniejszym królem Wilhelmem I, istniały silne napięcia osobiste i polityczne. W 1805 r. doszło do otwartego buntu Wilhelma przeciw ojcu, co doprowadziło do ucieczki Wilhelma do Paryża. Wilhelm próbował przekonać Francję do poparcia przewrotu w Wirtembergii. Napoleon mu jednak odmówił. W 1807 r. Wilhelmem i Fryderyk zawarli polityczną ugodę, ale ich wzajemna niechęć pozostała. Było więc logiczne, że nowy król nie przyjął imienia swojego ojca, tylko rozpoczął swoje panowanie 30 października pod imieniem Wilhelma i wprowadził całkowitą zmianę polityki. Źródła mówią, że wojsko tylko z trudem powstrzymywało ludność przed organizowaniem radosnego święta z okazji zgonu Fryderyka. Wspierany przez swoją żoną, królową Katarzynę, córkę rosyjskiego cara Pawła I, starał się Wilhelm swoją polityką w pierwszych latach panowania zmniejszyć trudności gospodarcze szerokich warstw społecznych. Katarzyna, która zmarła 9 stycznia 1819 r. w wieku zaledwie 30 lat, z wielkim zaangażowaniem zajmowała się opieką społeczną. Założyła szkołę dla dziewcząt, szpital, kasę oszczędnościową, Uniwersytet Hohenheim i inne instytucje. Wilhelm ogłosił amnestię z okazji objęcia władzy i rozpoczął kompleksową reformę administracyjną na bazie nowej, nowoczesnej konstytucji z 25 września 1819 r. Absolutystyczna dyktatura Fryderyka nie została jednak zastąpiona przez tradycyjny dualizm między władcą a parlamentem. Zamiast tego, nowa forma państwa była oparta na konstytucjonalizmie, gdzie władza monarsza była ograniczona zapewnionym w konstytucji prawem do współdecydowania przez wybranych reprezentantów narodu. Konstytucja stała się także klamrą spinającą stare i nowe części kraju. Broniąca starych porządków opozycja praktycznie się rozwiązała. Powstała za to nie mniej kłótliwa burżuazyjna opozycja o liberalnej orientacji.
Zasadniczymi elementami wprowadzonej razem z nową konstytucją reorganizacji zarządzania był samorząd terytorialny i rozdzielenie władzy wykonawczej i władzy sądowniczej. Zarządzanie zostało uproszczone i uczynione bardziej przejrzystym. Urzędnicy związani z państwem i królem szybko rozwinęli się w rodzaj wspierającej władzę państwową klasy politycznej.
Wstępując na tron Wilhelm I odziedziczył zadłużenie prawie 25 milionów guldenów, co równało się w przybliżeniu czterokrotnym rocznym dochodom. Te długi zostały w ciągu pierwszych dwudziestu lat jego rządów przez ministrów finansów Weckherlina, Varnbülera i przede wszystkim Herdegena trwale zredukowane tak, że umożliwiło to zmniejszenie podatków. Szczególnie ważnym punktem polityki gospodarczej króla był rozwój gospodarki rolnej.
W polityce zewnętrznej kierował się Wilhelm celem, aby dalej oczyścić państwowe struktury w Niemczech, ograniczając ich ilość do pięciu królestw Prus, Saksonii, Bawarii, Hanoweru i Wirtembergii oraz cesarstwa Austrii. Prusy i Austrię postrzegał jako europejskie potęgi. Cztery pozostałe niemieckie królestwa powinny uprawiać politykę skoncentrowaną poprzez ścisłe współdziałanie na stworzeniu trzeciej niemieckiej potęgi. Wilhelm dążył do mediatyzacji Badenii, kraju Hohenzollernów i zakupu Alzacji. Środkiem do tego nie zrealizowanego celu były mocne rodzinne więzi z Rosją. Zaczęły się one małżeństwem ciotki króla Zofii Doroty z rosyjskim następcą tronu i późniejszym carem Pawłem, a zostały odnowione małżeństwem Wilhelma z córką Pawła I i swojej ciotki Katarzyną. Po śmierci Katarzyny w 1819 r. Wilhelm kontynuował swoją politykę zagraniczną. Było więc logiczne, że jego syn i następca Karol ożenił się 13 czerwca 1846 r. z córką cara Olgą.

### Umocnienie ruchu demokratycznego i liberalizmu po 1830

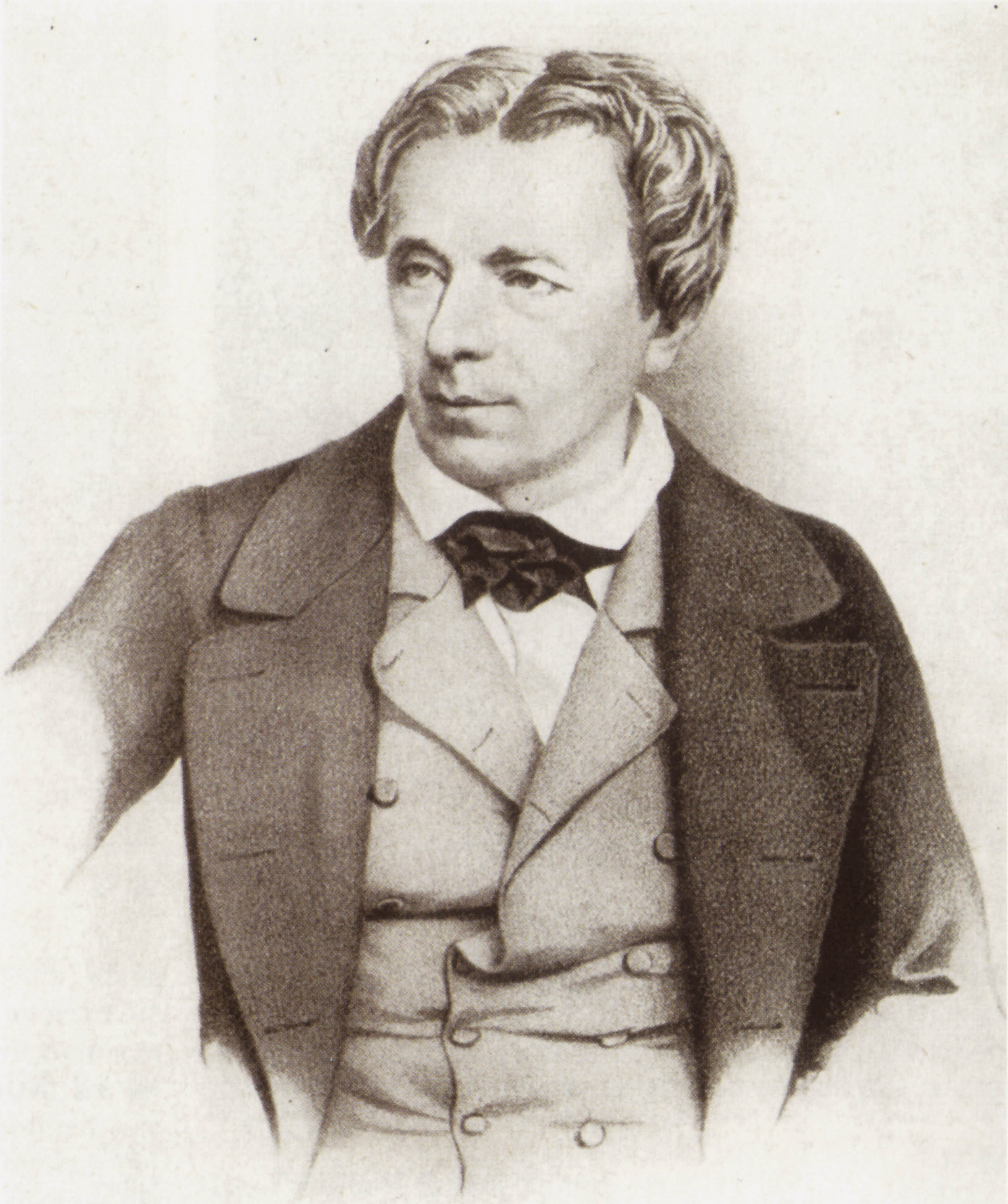
Friedrich von Römer, 1848

Po skutecznej francuskiej rewolucji lipcowej w 1830 r. liberałowie z prawie całej Europy otrzymali przypływ energii. W grudniu 1831 r. wygrali wybory do drugiej izby wirtemberskiego Landtagu. Wilhelm I przełożył wtedy zwołanie Landtagu. o rok do 15 stycznia 1833 r. Po rozwiązaniu Landtagu 22 marca w kwietniu miały miejsce nowe wybory, z których ponownie wyszli zwycięsko liberałowie pod wodzą Friedricha Römera. Wilhelm odmówił wtedy deputowanym w służbie państwowej prawa sprawowania mandatu. Dlatego Friedrich von Römer, Ludwig Uhland, a także inni deputowani zrezygnowali ze służby państwowej. Ta polityka uchroniła królestwo Wirtembergii od większych konfliktów militarnych w czasie rewolucji marcowej.
W latach 1846 i 1847 doszło po słabych zbiorach do klęski głodu i licznej emigracji. Dotychczas relatywnie „szczęśliwy” nastrój ludności gwałtownie się zmienił. Liberalne i demokratyczne postulaty zaczęły być formułowane z większą siłą. W styczniu 1848 r. zgromadzenie protestujących przedłożyło ogólno-niemieckiemu parlamentowi żądania wolności prasy, wolności stowarzyszeń i zgromadzeń, wprowadzenia sądu przysięgłych i uzbrojenia ludu. W następstwie francuskiej rewolucji lutowej we wszystkich niemieckich państwach wybuchła rewolucja w marcu 1848 r. Wilhelm I próbował ją zatrzymać poprzez ustępstwa. Wznowił liberalne prawo prasowe z roku 1817 i tolerował liberalny rząd pod przewodnictwem Friedricha Römera.
W kwietniu 1849 r. rząd i Landtag uznały konstytucję uchwaloną w kościele św. Pawła we Frankfurcie. Konstytucja ta przewidywała stworzenie państwa narodowego na gruncie demokratycznej monarchii konstytucyjnej. Chociaż Wilhelm odebrał tę decyzję jako upokorzenie, to był jedynym monarchą spośród 29 książąt Związku Niemieckiego, który zgodził na przyjętą przez parlament frankfurcki konstytucję. Odrzucili ją królowie Prus, Bawarii, Saksonii i Hanoweru, a także cesarz austriacki.

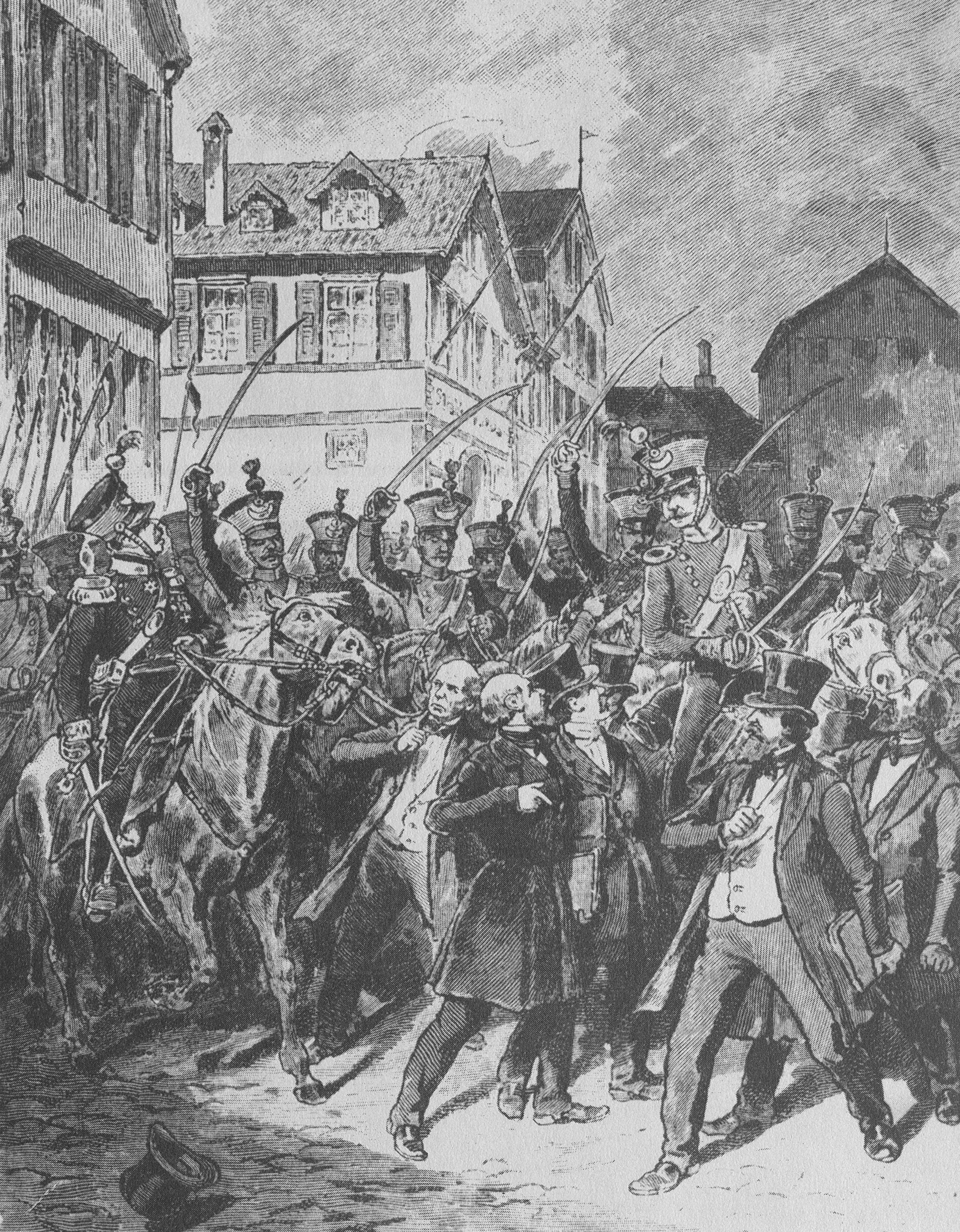
Rozwiązanie parlamentu kadłubowego przez wojsko wirtemberskie – ilustracja z 1893

Zgromadzenie narodowe zostało rozbite z odrzuceniem niemieckiej korony cesarskiej przez króla Prus. Pozostali deputowani podjęli 30 maja 1849 r. decyzję, aby przenieść obrady do Stuttgartu. Od 6 czerwca 1849 r. pozostała część zgromadzenia narodowego, czasami określana szyderczo, jako parlament kadłubowy pod przewodnictwem Wilhelma Loewe w Stuttgarcie. Parlament kadłubowy wezwał do oporu przeciw podatkom oraz przy wsparciu kampanii na rzecz konstytucji Rzeszy, do powstania przeciwko rządowi. W następstwie tego już 18 czerwca 1849 r. parlament został zajęty przez wojsko wirtemberskie i po demonstracyjnym przemarszu 99 deputowanych przez Stuttgart brutalnie rozbity. Deputowani spoza Wirtembergii zostali wydaleni z kraju.
W sierpniu 1849 r. odbyły się w Wirtembergii wybory do zgromadzenia konstytucyjnego, w których demokraci, w przeciwieństwie do umiarkowanych liberałów, osiągnęli większość. Liberałowie domagali się związania biernego i czynnego prawa wyborczego z odpowiednim poziomem dochodu i majątku. W przeciwieństwie do nich demokraci domagali się praw wyborczych dla wszystkich pełnoletnich mężczyzn w powszechnych, równych i bezpośrednich wyborach. W końcu października król odwołał wybrany przez zgromadzenie krajowe rząd Friedricha Römera. Został on zastąpiony przez urzędniczy rząd Johannesa von Schlayera. Gdy zgromadzenie krajowe odrzuciło strukturę i podstawy prawne nowego rządu, zostało rozwiązane przez Wilhelma I. Dwa kolejne zgromadzenia krajowe w roku 1850, w których demokraci także mieli większość, także zostały rozwiązane. Pomimo tego umocniła się w Wirtembergii silna liberalna i demokratyczna opozycja.

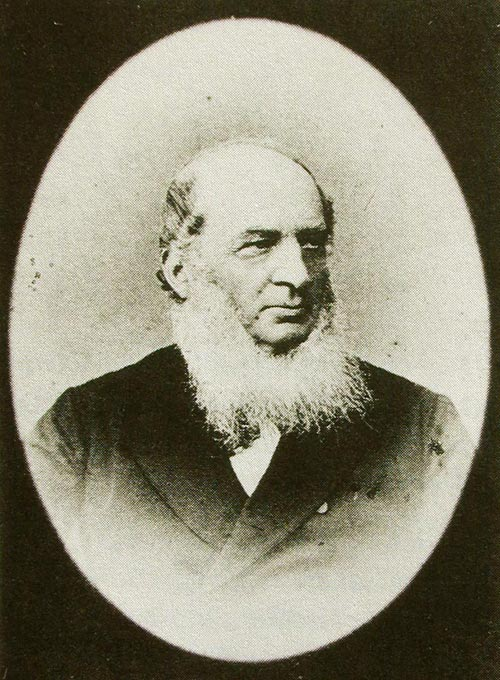
Karl von Varnbüler był premierem od 1864 do 1870 r.

Gdy rządy objął w 1864 r. król Karol, wyszedł naprzeciw liberalnym i demokratycznym żądaniom. Zostały przywrócone wolność prasy i zgromadzeń. Zagwarantowane zostały wolność handlu i swoboda przemieszczania się. Żydzi otrzymali pełne prawa obywatelskie. Istniejące ograniczenia zawierania małżeństw dla biednych zostały zniesione. Konserwatywny premier Joseph von Linden został zastąpiony przez liberalnego Karla von Varnbülera.

### Wirtembergia jako kraj związkowy w Cesarstwie Niemieckim

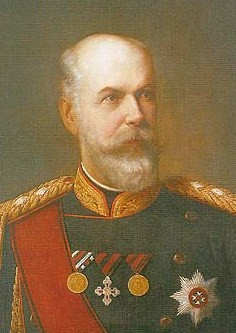
Król Karol Wirtemberski

Król Karol był, wbrew polityce swojego ojca, zwolennikiem stworzenia niemieckiego państwa narodowego. Gdy po wojnie Prus i Austrii przecie Danii w 1864 r. napięcie pomiędzy Prusami i Austria doprowadziło do wojny, Bawaria, Wirtembergia i Badenia stanęły po stronie Austrii. Armia wirtemberska doznała 24 lipca 1866 r. druzgocącej porażki z rąk pruskich pod Tauberbischofsheim, zaledwie kilka dni przed zawieszeniem broni pomiędzy Prusami a Austrią. Wojna zakończyła się 23 sierpnia pokojem praskim. Zgodnie z nim Wirtembergia musiała wstąpić do założonego nieco wcześniej przez Prusy Związku Północnoniemieckiego i zapłacić Prusom reparacje wojenne. Ponadto Wirtembergia, a także Badenia i Bawaria musiały przystąpić do związku zaczepno-obronnego, w którym Prusy wprawdzie zagwarantowały im integralność terytorialną, ale w przypadku wojny to Prusy miały sprawować dowództwo wojskowe. Po zakończeniu wojny została założona w Wirtembergii Partia Niemiecka pod przewodnictwem Juliusa Hoeldera, której celem było wstąpienie Wirtembergii do Związku Północnoniemieckiego. Przeciwniczką Partii Niemieckiej była Demokratyczna Partia Ludowa, powstała w 1864 r. z liberalnej partii postępu. Partia Ludowa pod przewodnictwem Karla Mayera sprzymierzyła się z konserwatystami i przedstawicielami katolików, aby zapobiec powstaniu państwa narodowego rządzonego przez Prusy. W wojnie francusko-pruskiej armia wirtemberska podlegała zgodnie z zawartymi układami naczelnemu dowództwu pruskiemu. Podczas wojny Wirtembergia wstąpiła 25 listopada 1870 r. do Związku Północnoniemieckiego, a w styczniu 1871 r. do Cesarstwa Niemieckiego.
W Konstytucji Rzeszy z 16 kwietnia 1871 r. Wirtembergia otrzymała w Bundesracie 4 głosy z 58. Na 397 deputowanych Reichstagu 17 pochodziło z Wirtembergii. Krajowi temu pozostawiono zarząd kolei, poczty i usług telekomunikacyjnych, podatek od piwa i alkoholi oraz ministerstwo wojny pod pruskimi rozkazami.
Polityczna utrata potęgi kraju i domu panującego, która nastąpiła po wejściu w skład cesarstwa, była kompensowana przez zwiększenie nacisku na wirtemberską tożsamość. W 1876 r. rząd został na nowo zorganizowany. Premierem został Hermann von Mittnacht. Król Karol w kolejnych latach wycofał się z operacyjnego zarządzania i zajął się bardziej wraz z królową Zofią zadaniami kulturalnymi i społecznymi. Chociaż był on zwierzchnikiem (Summenepiskopus) wirtemberskiego Kościoła Ewangelickiego, przykładał wielkie znaczenie do zwiększania praw mniejszości katolickiej. Dzięki temu Królestwu Wirtembergii został oszczędzony Kulturkampf jak w Prusach. Przez długie lata homoseksualizm króla Karola nie był oczywisty dla szerokich kręgów społeczeństwa, ale później prawie doprowadził do kryzysu państwowego. W 1883 roku król związał się z Amerykaninem Charlesem Woodcockiem. Gdy ten zaczął wykorzystywać swój związek dla celów prywatnych wybuchła afera. W roku 1888 doszło na tym tle do konfliktu pomiędzy królem a premierem Mittnachtem, który zakończyło dopiero pośrednictwo Bismarcka i zwolnienie Woodcocka.
Król Karol zmarł 6 października 1891 r. Ponieważ nie zostawił żyjącego potomstwa, władzę przejął Wilhelm II, będący jednocześnie synem kuzyna i siostry Karola.

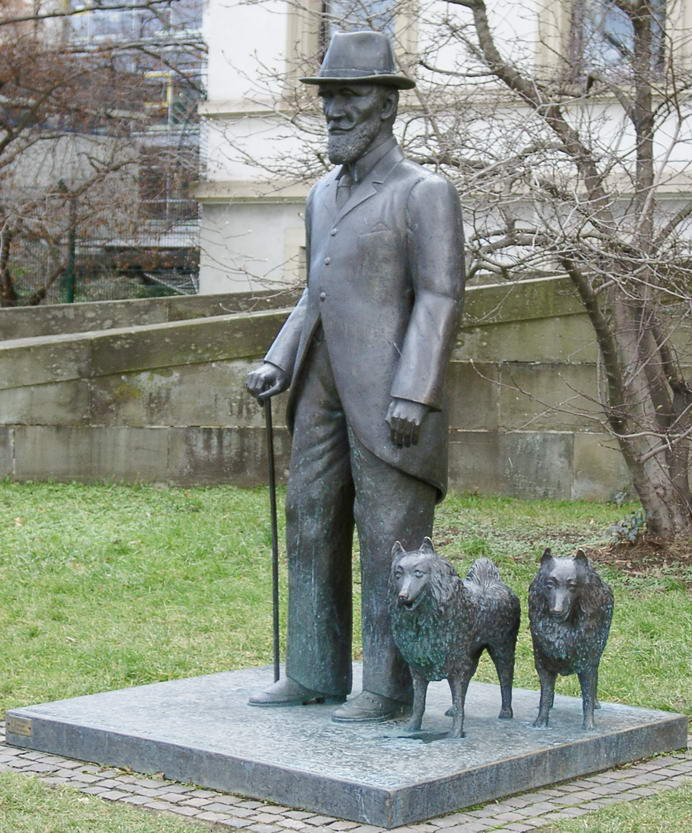
Król Wilhelm II Wirtemberski
Pomnik autorstwa Hermanna-Christiana Zimmerle przed pałacem Wilhelma w Stuttgarcie

Wilhelm, który w roku 1882, mając 34 lata odszedł ze służby wojskowej, był bardzo odległy od reprezentacyjnego nadęcia cesarza Wilhelma II i wielu innych władców niemieckich państw związkowych. Także w przeciwieństwie do swych poprzedników nie związał się przez małżeństwo z żadną z wielkich europejskich dynastii. Gdy jego pierwsza żona Maria Waldeck-Pyrmont zmarła w roku 1882, pochował ją nie w rodzinnym grobowcu w pałacu Ludwigsburg, ale zwyczajnie na cmentarzu w Ludwigsburgu. Jako król nie rezydował w stuttgarckim Nowym Zamku, lecz mieszkał w Wilhelmspalais, który wielkością i wyposażeniem odpowiadał burżuazyjnej willi tamtych czasów. Porzucił zwyczajowe wśród monarchów „z Bożej łaski w nagłówku swych listów i nosił burżuazyjne garnitury zamiast mundurów. Jako tak zwany król-obywatel (niem. Bürgerkönig) był bardzo popularny wśród ludności. Politycznie był bliski parlamentarnej większości. W sposobie sprawowania urzędu przypominał bardziej prezydenta niż króla. Wprawdzie zgodnie z konstytucją wyznaczał ministrów, ale dalszą pracę polityczną pozostawiał im i landtagowi. Osobiście koncentrował się na rozwoju kultury. W ten sposób walnie przyczynił się do rozkwitu kulturalnej samodzielności Wirtembergii w federalnym cesarstwie.
Wirtembergia pod rządami Wilhelma II była bardziej demokratyczna niż inne państwa związkowe. Podczas gdy w Prusach obowiązywał trójdzielny wyborczy cenzus majątkowy, to w Wirtembergii prawie wszyscy mężczyźni powyżej 25 roku życia mogli wybierać drugą izbę landtagu. Wirtembergia była krajem średnio-uprzemysłowionym. Struktura gospodarcza i socjalna była kształtowana raczej przez klasę średnią niż wielki przemysł. W związku z tym urbanizacja i idące za nią zubożenie pracowników było mniejsze niż w innych częściach Rzeszy Niemieckiej. Jednak szczególnie w Stuttgarcie występował znaczący i rosnący brak mieszkań dla robotników. Obywatelskie inicjatywy społeczne, jak budowa mieszkań robotniczych i tworzenie spółdzielni, nie mogły rozwiązać trudnej sytuacji robotników. Doprowadziły one jednak do tego, że warunki życia klasy niższej były wyraźnie lepsze niż w Zagłębiu Ruhry lub w Berlinie. Ruch robotniczy, który organizował się w Wirtembergii od połowy XIX wieku, był bardziej umiarkowany niż w Prusach. Było to korzyścią z liberalnej polityki Karola i Wilhelma II. Pierwsze stowarzyszenie robotnicze powstało w Stuttgarcie w 1862 r. Pierwszym związkiem zawodowym był założony w 1862 r. w Stuttgarcie związek drukarzy Gutenberg-Verein. Obowiązujące w Rzeszy Niemieckiej od 1878 do 1890 r. prawo anty-socjalistyczne zostało początkowo wprowadzone z całą mocą, ale z latami zostało w Wirtembergii znacząco złagodzone. W Stuttgarcie mogli działać jawnie znani socjaldemokraci, jak J.H.W. Dietz, Wilhelm Blos, Georg Bassler czy Karl Kautsky. Po uchyleniu anty-socjalistycznego prawa także w Wirtembergii masowo powstawały stowarzyszenia socjaldemokratyczne. Stuttgart stał się centrum ruchu związkowego. Założony w roku 1891 Deutscher Metallarbeiter-Verband miał swoją siedzibę właśnie w Stuttgarcie. Celem działań związkowców było najpierw skrócenie czasu pracy. Pierwszym sukcesem było wprowadzenie dziewięciogodzinnego dnia pracy w firmie Bosch w roku 1894. Coraz wyraźniejsza tożsamość kulturowa ruchu robotniczego stała się wyraźnie widoczna z założeniem towarzystwa Stuttgarter Waldheime.
Wybory do Landtagu z roku 1895 dały silną większość frakcjom demokratycznym. Supremacja Partii Niemieckiej została złamana. Nową większość tworzyły Demokratyczna Partia Ludowa i założona przed wyborami katolicka Niemiecka Partia Centrum. SPD weszła po raz pierwszy do Landtagu z dwoma głosami. W kolejnych latach parlamentaryzm został rozbudowany. Rozwinęło się nowoczesne spektrum partii z konserwatystami, narodowymi liberałami, partią ludową, centrum i SPD. Wiodącymi politykami w ostatniej fazie wirtemberskiej monarchii byli u konserwatystów Heinrich von Kraut i Theodor Christian Körner, w partii ludowej – Friedrich von Payer i Conrad Haußmann, w centrum – Adolf Gröber i w SPD – Wilhelm Keil. Na poziomie komunalnym socjaldemokraci wcześnie zaczęli współpracować z partiami burżuazyjnymi. W parlamencie jednak frakcja socjalistyczna tylko raz w roku 1907 poparła budżet państwa. Była to rekompensata za zorganizowany pierwszy raz na niemieckiej ziemi międzynarodowy kongres socjalistyczny w Stuttgarcie z sierpnia tego samego roku. Władze Wirtembergii wspierały kongres ku niezadowoleniu cesarza i rządu w Berlinie. W kongresie wzięło udział 900 delegatów, w tym mieszkająca w Stuttgarcie aktywistka ruchu feministycznego Clara Zetkin i rewolucjonista Lenin. Wszyscy zostali gościnnie przyjęci i mogli nawet korzystać z poczekalni pierwszej klasy na stuttgarckim dworcu głównym. Kongres mógł być bez przeszkód przeprowadzony w stuttgarckiej Liedehalle. W zgromadzeniach na Cannstatter Wasen brało udział ponad 30 000 osób.
Wyniki obu ostatnich wyborów do drugiej izby parlamentu są zebrane w poniższej tabeli. Po zmianie konstytucji z 1906 r. deputowani do tej izby byli wybierani w pełni demokratycznie.
| Rok wyborów | Social- demo- kraci | Partia Ludowa   | Partia Niemiecka | Centrum         | Partia Konserwatywna i BDL |
| ----------- | ------------------- | --------------- | ---------------- | --------------- | -------------------------- |
| 1906        | 22,6% 15 miejsc     | 23,6% 24 miejsc | 10,9% 13 miejsc  | 26,7% 25 miejsc | 16,2% 15 miejsc            |
| 1912        | 26,0% 17 miejsc     | 19,5% 19 miejsc | 12,1% 10 miejsc  | 26,8% 26 miejsc | 15,6% 20 miejsc            |

Ponieważ król Wilhelm II nie miał syna, przewidywano, że następstwo tronu przejdzie z protestanckiej linii domu Wirtembergii na boczną linię katolicką z Albrechtem Wirtemberskim. Ta perspektywa zaalarmowała protestancką liberalną burżuazję i sprowokowała dyskusję o stosunkach państwa z kościołem. Mogło dojść do paradoksalnej sytuacji, w której w katolickiej Badenii panowała dynastia protestancka, a po sąsiedzku w przeważnie ewangelickiej Wirtembergii miała wejść na tron dynastia katolicka.

### I wojna światowa i koniec królestwa
1 sierpnia 1914 r. królestwo Wirtembergii głosowało w Bundesracie, tak jak inne państwa związkowe za udzieleniem kanclerzowi Theobaldowi von Bethmann-Hollweg pełnomocnictw do wypowiedzenia wojny Francji i Rosji. Król Wilhelm II podpisał 2 sierpnia wezwanie do wojny do swego ludu, choć nie podzielał ogólnego entuzjazmu wojennego swoich poddanych. Do roku 1918 w wojnie wzięło udział 508 482 mieszkańców Wirtembergii, co stanowiło ponad jedną piątą ludności. 71 641 wirtemberskich żołnierzy zginęło w wojnie.
W następstwie rewolucji listopadowej rząd Wirtembergii ustąpił 6 listopada 1918 r., by zrobić miejsce rządowi parlamentarnemu. Gdy sekretarz stanu Philipp Scheidemann proklamował 9 listopada z okna Reichstagu w Berlinie republikę, w Stuttgarcie także trwały wiece. Już przed południem demonstranci zajęli Wilhelmspalais. Po południu w Landtagu SPD i USPD utworzyły tymczasowy gabinet pod wodzą Wilhelma Blosa. Król Wilhelm opuścił już wieczorem 9 listopada Stuttgart i wprowadził się do zameczku myśliwskiego Bebenhausen. 30 listopada ogłosił on swoją abdykację przyjmując tytuł księcia wirtemberskiego. Wirtembergia została jako państwo ludowe częścią Rzeszy Niemieckiej (Republiki Weimarskiej).

## Demografia

Stuttgart między rokiem 1890 a 1900

Pod koniec istnienia Świętego Cesarstwa Rzymskiego Narodu Niemieckiego w 1806 r. na terytorium państwowym księstwa Wirtembergii żyło około 650 000 mieszkańców na powierzchni 9500 kilometrów kwadratowych. Po zakończeniu terytorialnych rozszerzeń w 1813 r. uległy podwojeniu zarówno powierzchnia do 19 508 km², jak i liczba mieszkańców do 1 380 000. Do założenia Cesarstwa Niemieckiego z królestwa Wirtembergii wyemigrowało ogółem między 400 000 a 430 000 ludzi. Emigracja osiągała maksimum przede wszystkim w latach kryzysów 1816/17, 1846/47, i między 1852 a 1854 r. Dotknięte nią były głównie gęsto zaludnione obszary w okręgach neckarskim i schwarzwaldzkim. Najważniejszym motywem emigracji była sytuacja ekonomiczna. Większość emigrantów zajmowała się rolnictwem i rzemiosłem. Krajami docelowymi była Europa wschodnia, ale przede wszystkim Stany Zjednoczone. Pomimo odpływu emigrantów i śmiertelności dzieci wynoszącej ponad 30%, liczba mieszkańców wzrosła w latach 1812–1849 o ok. 360 000. Ten rozwój został gwałtownie przerwany kryzysowym rokiem 1846. Wyraźnie zmalały liczba zawieranych związków małżeńskich i współczynnik urodzeń, podczas gdy gwałtownie wzrosła emigracja. Do 1867 r. liczba ludności wzrosła o zaledwie 34 000.
Także po założeniu cesarstwa, ludność wzrastała początkowo umiarkowanie. Liczba emigrantów pozostawała ciągle wysoka. Pomimo spadku liczby urodzeń, wzrost liczby ludności znacznie przyśpieszył na przełomie stuleci. Przyczyną tego był postęp medycyny i związane z nią wydłużenie długości życia z 28 lat w 1871 r. do ok. 45 lat w 1910 W ćwierćwieczu pomiędzy 1875 r. a 1900 r. liczba mieszkańców wzrosła o prawie 288 000. O niemal tyle samo (bo 268 000) wzrosła liczba ludności w dziesięcioleciu między 1900 r. a 1910 r. Od 1890 r. w rezultacie silnej industrializacji zwiększyła się migracja z wsi do miast. Podczas gdy w 1980 r. ok. dwie trzecie obywateli Wirtembergii żyło na wsi, to w 1910 już ponad 43% mieszkało w miastach. Gdyby policzyć jako miasta wszystkie miejscowości powyżej 2000 mieszkańców dałoby to ponad 50%. Stolica kraju Stuttgart, także dzięki włączeniu okolicznych wsi, zwiększyła swoją ludność ponad trzykrotnie z 91 623 w 1871 r. do 286 218 w 1910 r. Industrializacja prowadziła do wzrostu liczby osób dojeżdżających do pracy. Liczba ta zwiększyła się między 1900 a 1910 r. z 54 322 do 88 155.
| Rok  | Liczba mieszkańców |
| ---- | ------------------ |
| 1812 | 1 379 501          |
| 1849 | 1 744 017          |
| 1867 | 1 778 396          |
| 1875 | 1 881 505          |
| 1900 | 2 169 480          |
| 1910 | 2 437 574          |

## Kultura
Do zrozumienia kultury królestwa Wirtembergii niezbędna jest znajomość historii poszczególnych terytoriów. Jako najważniejsza część postrzegane jest księstwo Wirtembergii – tzw. Stara Wirtembergia, określana jako kolebka państwa. Obok Starej Wirtembergii istniał jednak także obszar Nowej Wirtembergii powstałej z przyłączenia bardzo zróżnicowanych krain, jak np. Hohenlohern, Ellwangen, Austria Przednia, miasta Rzeszy i Górna Szwabia. Podczas święta krajowego z okazji jubileuszu 25-lecia panowania króla Wilhelma I 28 września 1841 r. stało się widoczne, jak kolorową i różnorodną ludność połączyło wspólne królestwo. 10 390 uczestników przemaszerowało przez Stuttgart, w tym 640 jeźdźców 23 platformy ciągnione przez konie i woły ze wszystkich części królestwa. 200 000 widzów – jedna dziewiąta ludności Wirtembergii zgromadziła się w liczącej wówczas 40 000 mieszkańców stolicy. Takie promujące ideę wspólnoty święto odbyło się tylko raz w historii królestwa. Wzniesiona w 1863 r. przez Johanna Michaela Knappa kolumna jubileuszowa przed Nowym Zamkiem w Stuttgarcie jeszcze dziś przypomina o tym wydarzeniu.

### Dialekty
Królestwo Wirtembergii było zamieszkane nie tylko przez Szwabów, aczkolwiek ten element był dominujący. Dialekt szwabski występował na południe od linii między Bad Wildbad a Ludwigsburgiem i Ellwangen. Na północy królestwa mówiono dialektem unterlandzkim z grupy gwar południowo-frankońskich i hohenlońskim z grupy wschodnio-frankońskiej. Na samym południu, nad Jeziorem Bodeńskim był używany dialekt dolnoalemański. Na zachodzie istniała na południe od Wildbach granica pomiędzy gwarami szwabską i badeńską, pokrywająca się z kilkoma wyjątkami z granicą Wirtembergii i Badenii. Ten bardzo uproszczony opis występowania dialektów w Wirtembergii zasadniczo obowiązuje także dzisiaj, chociaż w XIX w. dialekty były o wiele bardziej wyraźne ze względu na mniejszą mobilność i brak radia, czy innych nagrań dźwiękowych.

### Pietyzm i ewangelicki kościół krajowy

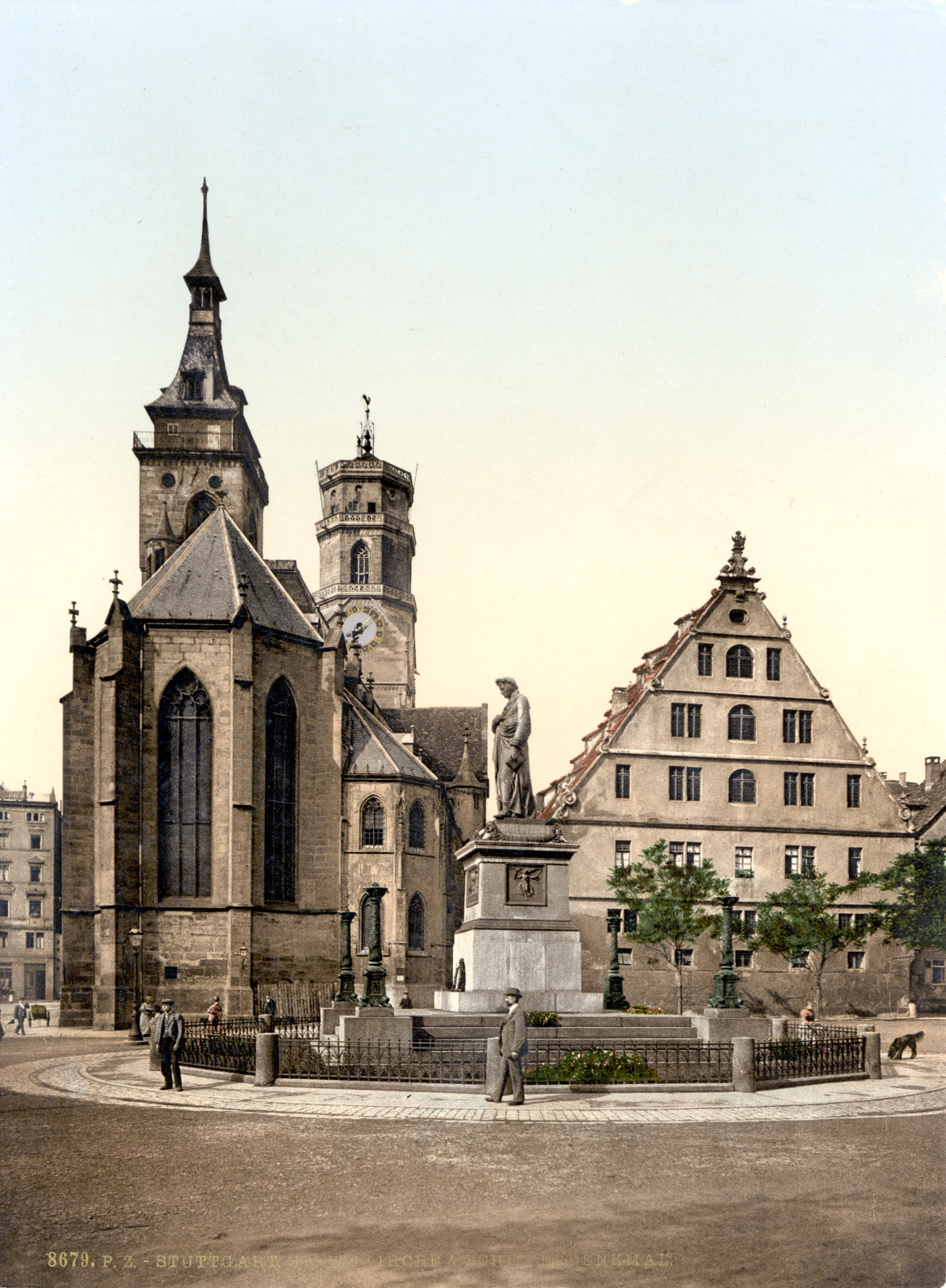
Kolegiata w Stuttgarcie około roku 1900

Demonstracja jedności w różnorodności podczas jubileuszu panowania króla Wilhelma I w 1841 r. nie może przesłonić faktu, że odznaczał się jeden istotny elementem królestwa, będący w porównaniu do nowych części państwa względnie jednorodny. Tym elementem była protestancka ludność starej Wirtembergii, która odróżniała się swoim regionalnym, nieco inaczej brzmiącym dialektem i swoim skromnym czarnym ubraniem, od jeszcze przez długi czas wyobcowanej ludności katolickiej. Ta odmienność ludności Starej Wirtembergii ma swoje podstawy w reformacji i pietyzmie, który wykształcił szczególną wirtemberską formę, współtworzoną przez takich teologów, jak Johannes Brenz, Matthäus Alber, Johann Valentin Andreae i Johann Albrecht Bengel.

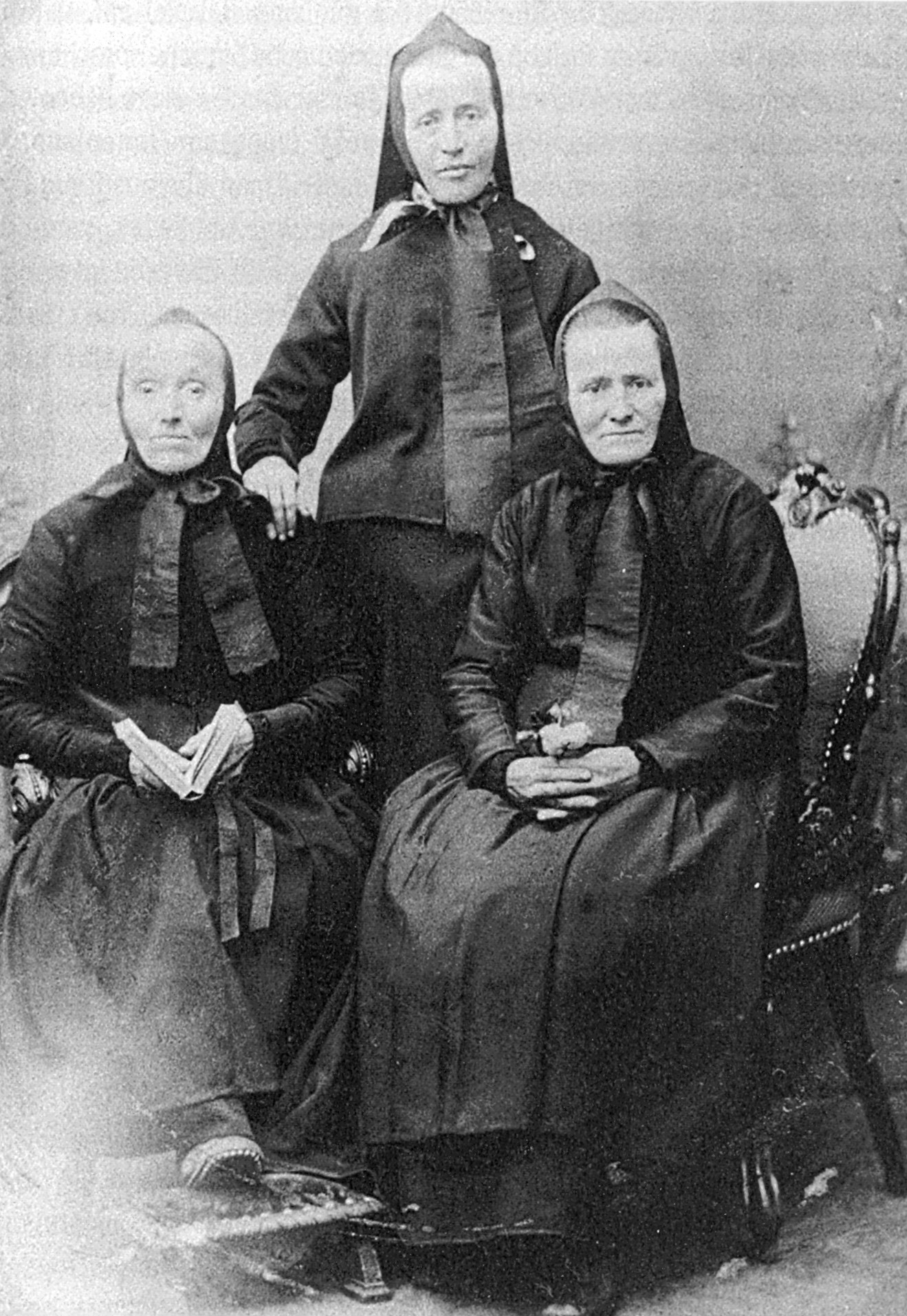
Zdjęcie trzech pietystycznych kobiet z Tailfingen

Innymi znakami pietyzmu były pielęgnowane jako cnoty zasady porządku, obowiązkowości i pracowitości. Przypisywanym tej części ludności Wirtembergii cechom jak oszczędność, wytrwałość, wytrzymałość i pracowitość towarzyszyły często niemal przysłowiowe szorstkość i rezerwa. Nadmierna grzeczność budziła nieufność. Swawola, pyszałkowatość i przepych były odrzucane, tak że sztuki piękne w starej Wirtembergii miały trudną sytuację.
W Starej Wirtembergii duże znaczenie miały Biblia i patrycjat, będący ukształtowaną po zawarciu traktatu z Tybingi warstwą tworzoną przez wpływowych mieszczan i duchownych ewangelickich. Stara Wirtembergia była bardziej księstwem pobożnych mieszczan niż szlachty czy chłopów. Ta tradycja przetrwała w Królestwie Wirtembergii. Szczególnie silny pietyzm rozwinął się na początku XIX w., po wprowadzeniu nowej liturgii. W tym okresie istniały konflikty pomiędzy wiernymi a władzami krajowego kościoła ewangelickiego. Konflikty te doprowadziły wielu wiernych do emigracji, a także do założenia niezależnych od kościoła krajowego wspólnot, jak Korntal i Wilhelmsdorf. Wybitnym przedstawicielem pietyzmu w czasach Królestwa Wirtembergii był kaznodzieja Sixt Karl Kapff, zadeklarowany wróg oświecenia, racjonalizmu i heglowskiej filozofii dialektyki jako rodzaju idealizmu niemieckiego.
W tym pietystycznym klimacie przedstawiciele oświecenia jak Johann Gottfried Pahl, byli zmuszeni publikować pod pseudonimami. Wielkie oburzenie w pietystycznej Wirtembergii wywołała wydana w 1835 r. książka Leben Jesu – kritisch betrachtet Davida Friedricha Straussa. Podobne odrzucenie z powodu panteistycznej filozofii i otwartych ataków na pietyzm spotkało wykłady, które na uniwersytecie w Tybindze wygłaszał Friedrich Theodor Vischer. Ewangelickiemu kościołowi krajowemu udało się dopiero dużo później zbilansować pozycje sił pietystycznych i postępowych.
Pietyści zainspirowali powstanie licznych stowarzyszeń charytatywnych i przyczynili się do upowszechnienia literatury religijnej. Znalazło to swój wyraz w założeniu wydawnictw – Privilegierte Württembergische Bibelanstalt przez Carla Friedricha Adolpha Steinkopfa oraz Calwer Verlagsverein w 1833 r. Cały XIX w. stał pod znakiem dzieł miłości chrześcijańskiej, jak na przykład w Reutlingen, gdzie Gustav Werner próbował pogodzić pobożność z pracą przemysłową.
W roku 1851 wprowadzono w kościele ewangelickim rady parafialne, w 1854 r. synody diecezjalne, a w 1867 r. synod krajowy. W 1887 r. gminy kościelne i państwowe zostały prawnie rozdzielone, tak że parafie kościelne zyskały samodzielną osobowość prawną.

### Katolicyzm

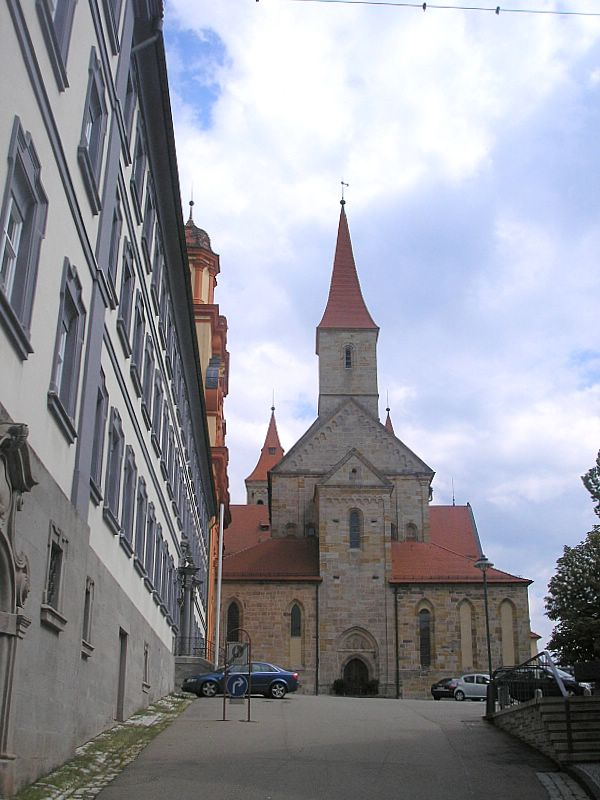
Bazylika św. Wita w Ellwangen

Katolicy stanowili w Królestwie Wirtembergii silną mniejszość. W Górnej Szwabii i w wirtemberskim Allgäu udział katolików wynosił grubo ponad 90 procent. Katolicy odróżniali się od protestantów na wiele sposobów. Katolickie kobiety nosiły o wiele barwniejsze stroje niż ewangeliczki. Także szwabski dialekt brzmiał w katolickich rejonach nieco inaczej niż u ich ewangelickich sąsiadów. Katoliccy mieszkańcy Nowej Wirtembergii w wyniku napoleońskich wojen początku XIX w. znaleźli się pod rządami nowych władców ze Stuttgartu. Wywołało to protesty miejscowej ludności i ich starych panów. Protesty te zanikły jednak szybko pod groźbą militarnej siły. Rząd Wirtembergii od początku pragnął zdobyć przychylność swych katolickich współobywateli. W wirtemberskim landtagu katoliccy poddani stanowili w pierwszej izbie nawet ponad dwie trzecie. Już w 1816 r. katolicy zyskali podległe rządowi gremium Królewską Katolicką Radę Duchową, która od 1816 r. funkcjonowała jako Katolicka Rada Kościelna. W następnych latach próbowano połączyć obszary należące do różnych diecezji (Konstancji, Spiry, Wormacji, Würzburga i Augsburga) w jedno biskupstwo krajowe. W negocjacjach z Kurią udało się doprowadzić w roku 1821 do utworzenia diecezji Rottenburga-Stuttgartu. W roku 1817 katolicka instytucja edukacyjna przeniosła się z Ellwangen do Tybingi jako osobny Fakultet Teologii Katolickiej na tamtejszym uniwersytecie. W tym samym roku został ustanowiony współpracujący ściśle z fakultetem konwikt Wilhelmsstift. Znaczącymi profesorami teologii katolickiej w Tybindze byli: Johann Sebastian Drey, Johann Baptist von Hirscher i Johann Adam Möhler – założyciele tzw. Tybińskiej Szkoły, która próbowała przezwyciężyć ducha oświecenia. Katolicka ludność Wirtembergii zawdzięcza polityce króla i jego rządu, że oszczędzony jej został Kulturkampf, jaki miał miejsce w Prusach i w Badenii.
W wyniku migracji ze wsi i rozpoczynającej się industrializacji powstały katolickie parafie w stolicy kraju Stuttgarcie i pobliskim Canstatt, miastach które na początku XIX w. były czysto ewangelickie. Katolicy jednak przez całą historię królestwa żyli tam w diasporze. Szczególnie w Stuttgarcie dochodziło także do małżeństw mieszanych wyznań. Takie małżeństwa stanowiły problem z katolickiego punktu widzenia, jeśli pochodzące z nich dzieci nie zostały po katolicku ochrzczone i wychowywane. Państwo wirtemberskie było przeciwne tej postawie i nie wahało się usuwać z ich parafii kapłanów, którzy odmawiali konsekracji mieszanych małżeństw. Ten temat doprowadził do oporu kręgów ewangelickich i obudził resentymenty wobec mniejszości katolickiej, która, jak twierdzono, poprzez małżeństwa chce osłabić i obalić protestantyzm. Kolejnym powodem niechęci wobec katolików, było pod koniec monarchii wydarzenie mające miejsce dwa, czy trzy dziesięciolecia wcześniej – śmierć księcia Ulrycha (zm. 1880), jedynego syna króla Wilhelma II. Brak spadkobierców z linii ewangelickiej, doprowadziłby do przejścia następstwa tronu na linię katolicką Wirtembergów. Na przeszkodzie temu stanęła rewolucja listopadowa. Ewangelicką Starą Wirtembergię odstręczała idea, bycia rządzonym przez katolickiego króla. Doprowadziło to do powstania plotki, jakoby Ulrych stał się ofiarą katolickiego mordu. To pokazuje, że stosunki obu wielkich wyznań nie były wolne od napięć.

### Judaizm

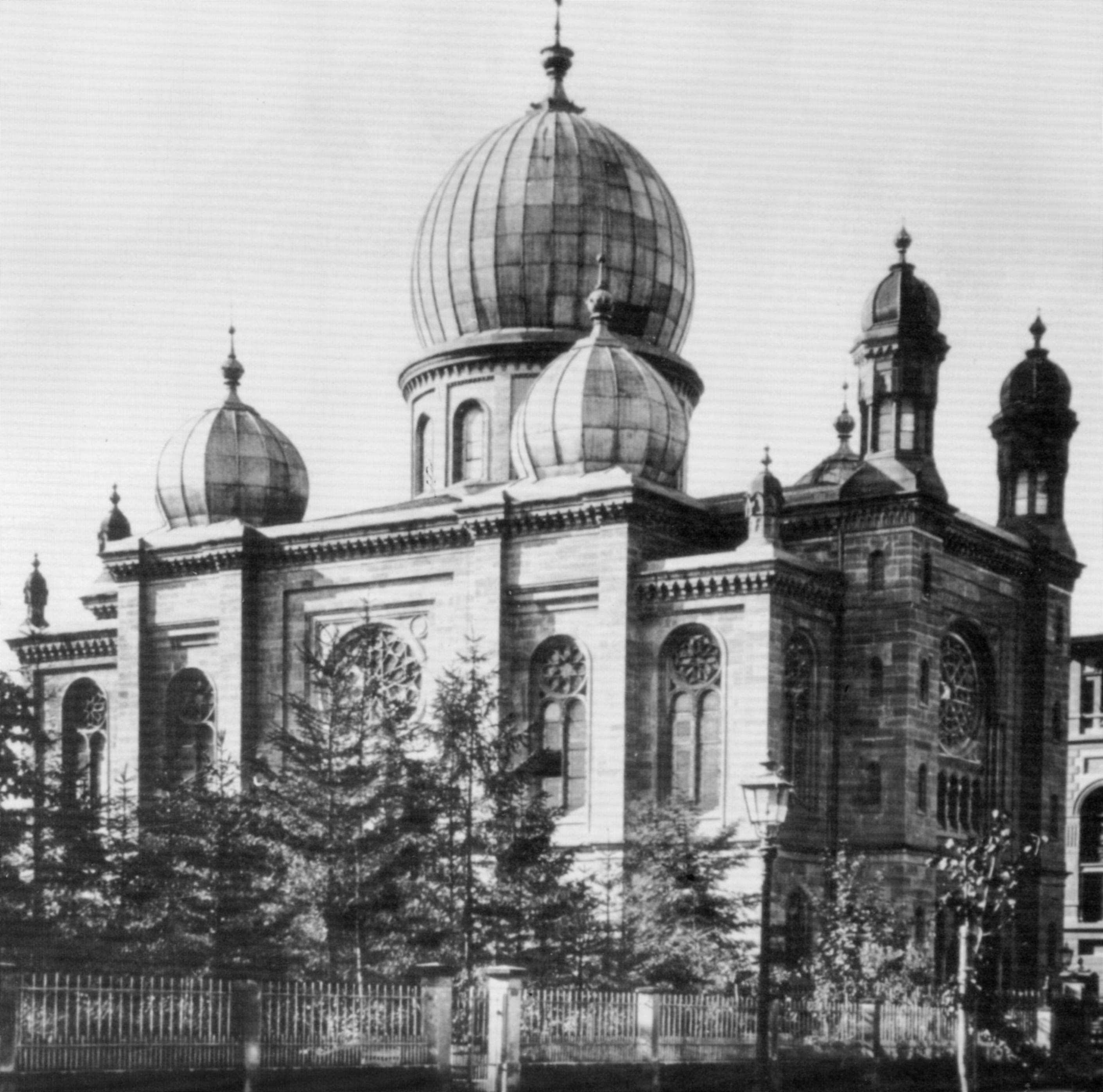
Synagoga w Heilbronn w 1900 r.

W dawnym księstwie Wirtembergii, Żydzi nie mogli na stałe mieszkać ani pracować. Z tego powodu na początku XIX w. nie było w Starej Wirtembergii praktycznie żadnych Żydów. Przyłączenie terytoriów Nowej Wirtembergii do założonego w 1806 r. królestwa, dodało obok oprócz dominującego kościoła ewangelickiego i relatywnie silnej mniejszości katolickiej, także znaczący element żydowski. Mniejszość żydowska liczyła w 1815 r. 8000 osób i żyła przeważnie na wsi. Duże żydowskie wspólnoty w XIX w. znajdowały się na przykład w Affaltrach, Baisingen, Buchau, Buttenhausen, Creglingen, Freudental, Jebenhausen, Laupheim (swego czasu największa żydowska gmina Wirtembergii), Michelbach an der Lücke, Oberdorf am Ipf und Rexingen. Obszar królestwa podzielony był na 13 rabinatów. W wyniku liberalizacji Żydzi otrzymali w roku 1828 prawa obywatelskie, lecz w dalszym ciągu obowiązywały ich ograniczenia działalności w przemyśle i handlu. Dopiero w 1864 r. Żydzi uzyskali dalej idące zrównanie praw obywatelskich, a od 1869 r. pozwolenie na wchodzenie w związki małżeńskie z chrześcijanami. Razem z emancypacją zachodziło też przemieszczanie się Żydów ze wsi do miast. Widoczne to było między innymi w Stuttgarcie, Ulm i Heilbronn, gdzie powstały reprezentacyjne synagogi. W Królestwie Wirtembergii urodziły się takie osobowości żydowskiego pochodzenia, jak na przykład pisarz Berthold Auerbach, bankier Kilian von Steiner, reformator społeczny Eduard Pfeiffer, socjalista Jakob Stern, producent filmowy Carl Laemmle, światowej sławy fizyk Albert Einstein czy filozof Max Horkheimer.

### Szkolnictwo
Obowiązek szkolny miał w Starej Wirtembergii długą tradycję. Już w rozporządzeniu kościelnym z 1533 r. wymagano od pastorów posiadania wyższego wykształcenia, oraz prowadzenia nauki w swojej parafii. Synod z 1648 r. ustanowił prawnie obowiązek szkolny dla wszystkich dzieci. W Królestwie Wirtembergii działały rozdzielone według wyznania szkoły ludowe, podległe ewangelickiemu konsystorzowi, lub odpowiednio katolickiej radzie kościelnej. Proboszczowie sprawowali nadzór nad szkołami. Ilość szeregowych nauczycieli była w początkach XIX w. często niewystarczająca, a edukacja większości ludności była bardzo skromna. Często uczniowie kończyli szkoły będąc prawie analfabetami. Ewangelickie przygotowanie nauczycieli odbywało się od 1911 r. w seminarium nauczycielskim w Esslingen i dodatkowo od 1843 r. w Nürtingen. Odpowiednie katolickie kształcenie miało miejsce od 1825 r. w Schwäbisch Gmünd. Dzieci patrycjatu szły najczęściej do znajdujących się w miastach szkół łacińskich. Rozszerzone gimnazja były w Stuttgarcie, Ulm, Heilbronn, Ehingen, Ellwangen i Rottweil, tak zwane licea w Ludwigsburgu, Esslingen, Ravensburgu, Reutlingen, Tybindze i Öhringen. Przygotowanie do ewangelickich studiów teologicznych prowadziły cztery ewangelickie seminaria – w Blaubeuren, Urach, Maulbronn i Schöntal. W ciągu XIX w. została zbudowana sieć szkół realnych. Pierwszą szkołą wyższą w kraju był Uniwersytet w Tybindze, który w 1813 r. powiększył się o wydział wiedzy o państwie. W Stuttgarcie w 1829 r. powstała szkoła zawodowa, przekształcona w 1840 r. w politechnikę, a następnie w wyższą szkołę techniczną, a wreszcie w dzisiejszy Uniwersytet w Stuttgarcie.
Ustanowione w roku 1828 prawo nakładało także obowiązek szkolny na żydowskie dzieci. Nauczyciele żydowskich szkół elementarnych musieli przejść urzędową kontrolę, być obywatelami państwa, oraz spełniać wymagania prawne i urzędowe. Szkoły, regulaminy szkolne i plany nauki podlegały nadzorowi państwowemu. Jeśli w danym miejscu nie było izraelickiej szkoły, uczeń musiał uczęszczać do takiej szkoły, jaka była dostępna. W takim przypadku wszystkie zajęcia poza religią były obowiązkowe. Wszystkie szkoły prywatne rozwiązano lub przekształcono w publiczne.

### Zwyczaje ludowe i stowarzyszenia
W czasach romantyzmu i biedermeiera klasa średnia zaczęła tworzyć stowarzyszenia i kluby, zajmujące się ochroną regionalnych tradycji i zwyczajów poprzez odczyty i domowe muzykowanie. Szczególną rolę odgrywały kluby pieśni, które połączyły się w 1849 r. w Szwabski Związek Śpiewaczy pod kierownictwem Karla Pfaffa. Nie tylko muzyka, ale też piękno ojczystej natury poruszało świadomość ludzi. Znalazło to wyraz w powołaniu stowarzyszeń Schwäbischer Albverein i Schwarzwaldverein. Przede wszystkim w rejonach wiejskich powstające stowarzyszenia muzyczne, strzeleckie, stowarzyszenia pielęgnujące stroje ludowe i straże obywatelskie miały wielkie znaczenie dla utrzymania regionalnych tradycji. Założony w 1863 r. Württembergischer Sanitätsverein był pierwszym narodowym stowarzyszeniem Czerwonego Krzyża w historii. W 1909 r. doszło do założenia stowarzyszenia Schwäbischer Heimatbund.

### Literatura i czasopisma

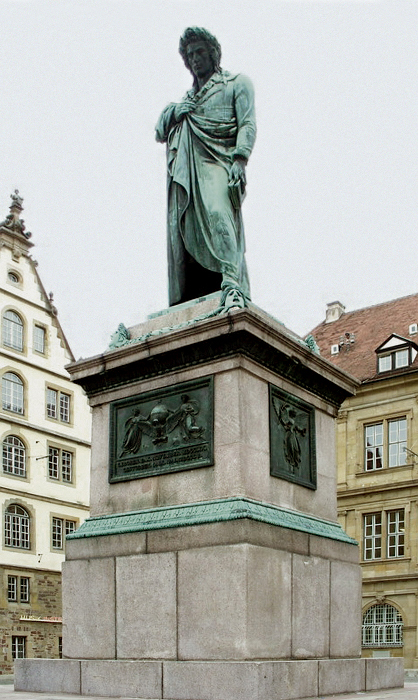
Pomnik Schillera autorstwa Bertela Thorvaldsena w Stuttgarcie

Królestwo Wirtembergii wydało niewiele wybitnych osobistości w dziedzinach sztuk plastycznych czy muzyki. Powodem był pietyzm dla którego najważniejsze było słowo. Wielkie talenty w dziedzinie sztuki nie były poszukiwane i wspierane. Takie talenty sprowadzano czasem z zagranicy, przede wszystkim na dwór w Stuttgarcie. O wiele bardziej obszerna jest lista wirtemberskich poetów. W stuttgarckiej książce adresowej z 1840 r. można znaleźć nie mniej niż 249 pisarzy. To tłumaczy duże znaczenie drukowania i publikowania w Stuttgarcie. Kilku szczególnie znanych pisarzy to: Friedrich Hölderlin, Gustav Schwab, Justinus Kerner, Ludwig Uhland, hrabia Aleksander Krystian Wirtemberski, Wilhelm Hauff, Wilhelm Waiblinger, Eduard Mörike, Karl von Gerok, Hermann Kurz, Ludwig Pfau, Ottilie Wildermuth, Isolde Kurz, Christian Wagner i Hermann Hesse. Nie każdy znaczący pisarz był w królestwie należycie doceniany. Na przykład Berthold Auerbach i Theobald Kerner byli więzieni w twierdzy Hohenasperg. Therese Huber, Nikolaus Lenau i Friedrich Wilhelm Hackländer nie byli Szwabami, ale stali się sławni jako pisarze w Królestwie Wirtembergii. Nie występujący w powyższym zestawieniu Friedrich Schiller zmarł jeszcze przed utworzeniem królestwa. Był on jednak w świadomości ludu najbardziej znanym poetą Wirtembergii, o międzynarodowej renomie, który odcisnął swoje piętno na historii niemieckiej literatury. O znaczeniu Schillera w Królestwie Wirtembergii świadczą jego bardzo liczne pomniki w wirtemberskich miastach. Przykładem może być posąg, który na dawnym placu zamkowym, a obecnie placu Schillera w Stuttgarcie postawił Bertel Thorvaldsen.
W roku 1798 Johann Friedrich Cotta założył w Tybindze gazetę Neueste Weltkunde, później wychodzącą pod tytułem Allgemeine Zeitung. W 1803 r. gazeta ta padła ofiarą cenzury i została przeniesiona do Ulm, a od 1807 r. do Augsburga. Jej miejsce w Wirtembergii zajął Morgenblatt für gebildete Stände (1807–1865). Innymi znaczącymi, ponadregionalnymi czasopismami były Schwäbischer Merkur (1785–1941), Stuttgarter Neues Tagblatt (1844–1943) i lewicowo-liberalna gazeta Der Beobachter (1831–1920). Jako organ Socjaldemokratów Wirtembergii ukazywał się Schwäbische Tagwacht (1881–1933). Ważnymi regionalnymi gazetami były na przykład Schwarzwälder Bote, Neckar-Zeitung i Ulmer Tagblatt.

### Sztuki piękne i architektura

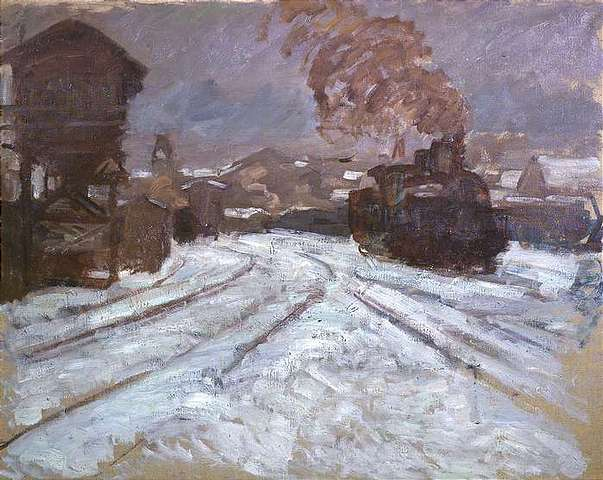
Hermann Pleuer (1863–1911): Stuttgarcki dworzec główny w śniegu

W początkach królestwa tworzyli wykształceni w Hohe Karlsschule artyści szwabskiego klasycyzmu, których najwybitniejszym przedstawicielem był rzeźbiarz Johann Heinrich Dannecker (1758–1841). Był on w latach 1829–1838 dyrektorem i założycielem królewskiej szkoły sztuki w Stuttgarcie. Obok Danneckera sławę zyskał również malarz Gottlieb Schick (1776–1812). W czasach króla Wilhelma I rzeźbiarzem dworskim był Ludwig von Hofer (1802–1887). W roku 1843 zostało otwarte muzeum sztuk pięknych. Początkowo wystawiało ono jednak tylko mniej znaczące dzieła sztuki z kolekcji królewskiej. Twórcą klasycystycznej budowli muzeum, powstałej w latach 1839–1843 był Gottlob Georg Barth (1777–1848), który wzniósł także w latach 1841–1845 Nową Aulę Uniwersytetu w Tybindze. Innymi ważnymi architektami klasycyzmu w Wirtembergii są jeszcze Nikolaus Friedrich von Thouret, Giovanni Salucci i Christian Friedrich von Leins. Z końcem klasycyzmu doszło w połowie XIX w. do względnego zastoju rozwoju sztuki w królestwie. Na akademii sztuki wykładał w tym czasie konserwatywny portrecista i malarz historyczny Heinrich von Rustige (1810–1900). Ożywienie w sztukach plastycznych nastąpiło za panowania króla Wilhelma II, który sprowadził do Stuttgartu takich malarzy jak Leopold von Kalckreuth i Robert Poetzelberger. Innymi wirtemberskimi malarzami tych czasów byli Christian Landenberger, Albert Kappis i Otto Reiniger. Wybitnym przedstawicielem impresjonizmu był urodzony w Schwäbisch Gmünd Hermann Pleuer (1863–1911), znany ze swych obrazów linii kolejowych i motywów przemysłowych. Krajobrazy swojej szwabskiej ojczyzny malowali Julius Kornbeck i Friedrich Eckenfelder. Od 1876 r. na akademii sztuki działał rzeźbiarz Adolf von Donndorf.
W obszarze architektury i planowania miasta w początkach XX w. należy wymienić dzieła Theodora Fischera i jego ucznia Paula Bonatza, twórcy dworca głównego w Stuttgarcie.

### Muzyka i teatr
Znaczący muzycy przyjeżdżali najczęściej spoza Wirtembergii i działali w orkiestrze dworskiej, jak na przykład kapelmistrzowie Conradin Kreutzer (1812–1816), Johann Nepomuk Hummel (1816–1818), Peter Josef von Lindpaintner (1819–1856), Jan Abert (1867–1888) i Max von Schillings (1908–1918). W kapeli dworskiej występował również urodzony w Rottweil Max Seifriz (1827–1885). Stuttgarcki balet pod dyrekcją Filippo Taglioniego, ojca tancerki Marii Taglioni był w czasach króla Wilhelma I bardzo znany. Teatr błyszczał pod dyrekcją artystyczną hrabiego Karla Leutrum von Ertingen od 1829 do 1841 r. Stuttgarcka opera dworska przeżyła w latach 1844–1864 rozkwit z pochodzącym z Czech śpiewakiem Janem Baptystą Pischkiem. Na uniwersytecie W Tybindze działał jako kierownik muzyczny od 1817 do 1860 r. szwabski kompozytor pieśni Friedrich Silcher.
W 1857 r. założono Stuttgarcką Szkołę Muzyczną, która później została szkołą wyższą. W końcu lat osiemdziesiątych XIX w. wystawiono w Stuttgarcie cały Pierścień Nibelunga jako produkcję własną pod kierownictwem Hermanna Zumpe. W królewskim teatrze dworskim nastąpiła wielka fala modernizacji od 1892 r, w epoce gdy dyrektorem był Joachim Gans zu Putlitz. W liberalnej atmosferze mogły być w Stuttgarcie wystawiane dzieła, które w Berlinie stawały się ofiarą cenzury. Wielkie poruszenie na wirtemberskiej scenie kulturalnej i w szerokich kręgach publiczności wywołało morderstwo z zazdrości na śpiewaczce operowej Annie Sutter w roku 1910. W 1912 r. miała miejsce w Stuttgarcie prapremiera opery Ariadne auf Naxos pod dyrekcją kompozytora Richarda Straussa.

## Zobacz
- Władcy Wirtembergii